# American Mathematical Society
American Mathematical Society (AMS) este o asociație de matematicieni profesioniști dedicați intereselor cercetării matematice și burselor și servește comunității naționale și internaționale prin publicațiile, întâlnirile, susținere și alte programe. Societatea este una din cele patru părți ale Joint Policy Board for Mathematics și membru al Conference Board of the Mathematical Sciences.
A fost fondată în 1888, la inițiativa lui Thomas Fiske care fusese marcat de o vizită la London Mathematical Society. 

## Legături externe
- Site web oficial
- MacTutor: The American Mathematical Society Arhivat în 16 martie 2013, la Wayback Machine.